# Carina (Victoria)
Pour les articles homonymes, voir Carina.
Carina est une localité à l'ouest de l'État du Victoria en Australie à 448 km au nord-ouest de Melbourne sur la Mallee Highway, dans le bourg de Mildura. Elle compte 22 habitants en 2016.